# Ulf Peder Olrog

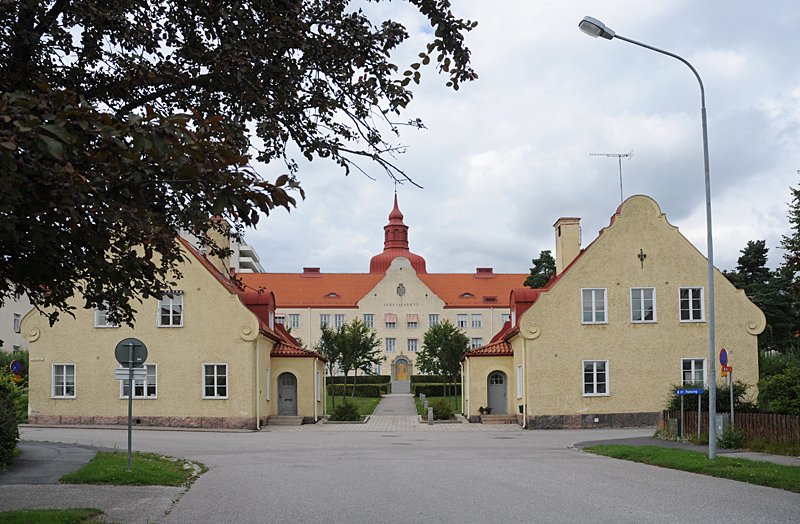
I den vänstra grindstugan låg faderns tjänstebostad

Ulf Peder Thorvaldsson Olrog, född 27 februari 1919 i Stockholm, död 13 februari 1972 vid Dalarö, var en svensk folklivsforskare, programchef på Sveriges Radio, artist och kompositör.

## Biografi

### Uppväxt i Nyköpingsbygden
Olrog var son till tidigare ryttmästaren vid Skånska dragonerna Thorvald "Toje" Olrog och Hervor Andrén. Paret, som tidigare bodde i Ystad, flyttade till den sörmländska landsbygden då fadern bestämt sig för att avsluta sin militära bana och i stället bedriva jordbruk. Den 27 februari 1919 föddes sonen Ulf Peder, och just vid nedkomsten befann sig modern i huvudstaden. Uppväxten skedde dock på Helgesta gård utanför Stigtomta, och sex år gammal började han sin skolgång vid Bärsta skola.
År 1932 avslutade familjen sin jordbrukartid och flyttade in till Nyköping. Fadern hade då fått anställning som syssloman vid Nyköpings lasarett och med befattningen följde tjänstebostad. Detta var den västra av de två grindstugorna som än idag finns kvar. Vid den här tiden hade Ulf Peder Olrog börjat på Nyköpings högre allmänna läroverk. Under sin tid vid läroverket beskrivs han av skolkamraten Lars Wellander: 
"Ulf Peder var en mycket tystlåten och tillbakadragen elev som inte utmärkte sig på lektionerna eller skolan. Han var intresserad av historia och litteratur, och medverkade tidigt med att tillsammans med några kamrater uppträda genom att spela mandolin på föräldramöten. Under ytan fanns en stark viljeinriktning som under de senare skolåren tog sig uttryck i att åka runt på olika dansbanor och spela dansmusik".
Olrog hade tidigt lärt sig spela piano, mandolin och gitarr och var till största delen självlärd. Hans far hade visat honom de enklaste pianoharmonierna, men han spelade huvudsakligen på gehör och hade obefintlig notkunskap. Gitarr antas han ha lärt sig spela genom en gitarrskola i Allers familjejournal.
Vid läroverket bildade han tillsammans med kamraterna Georg "Frigge" Pettersson, Bertil Rapp, Leif Ericson och Tore Gullstrand orkestern Swinging Boys som repeterade i skolans musiksal. Från denna tid återfinns historier i Olrogs senare visor, till exempel Balladen om Herr Rosenbloms spelemän och genombrottslåten Samling vid pumpen. Orkestern var flitigt anlitad på dansbanorna runt Nyköping fram till avlagd studentexamen 1938.

### Uppsalatiden

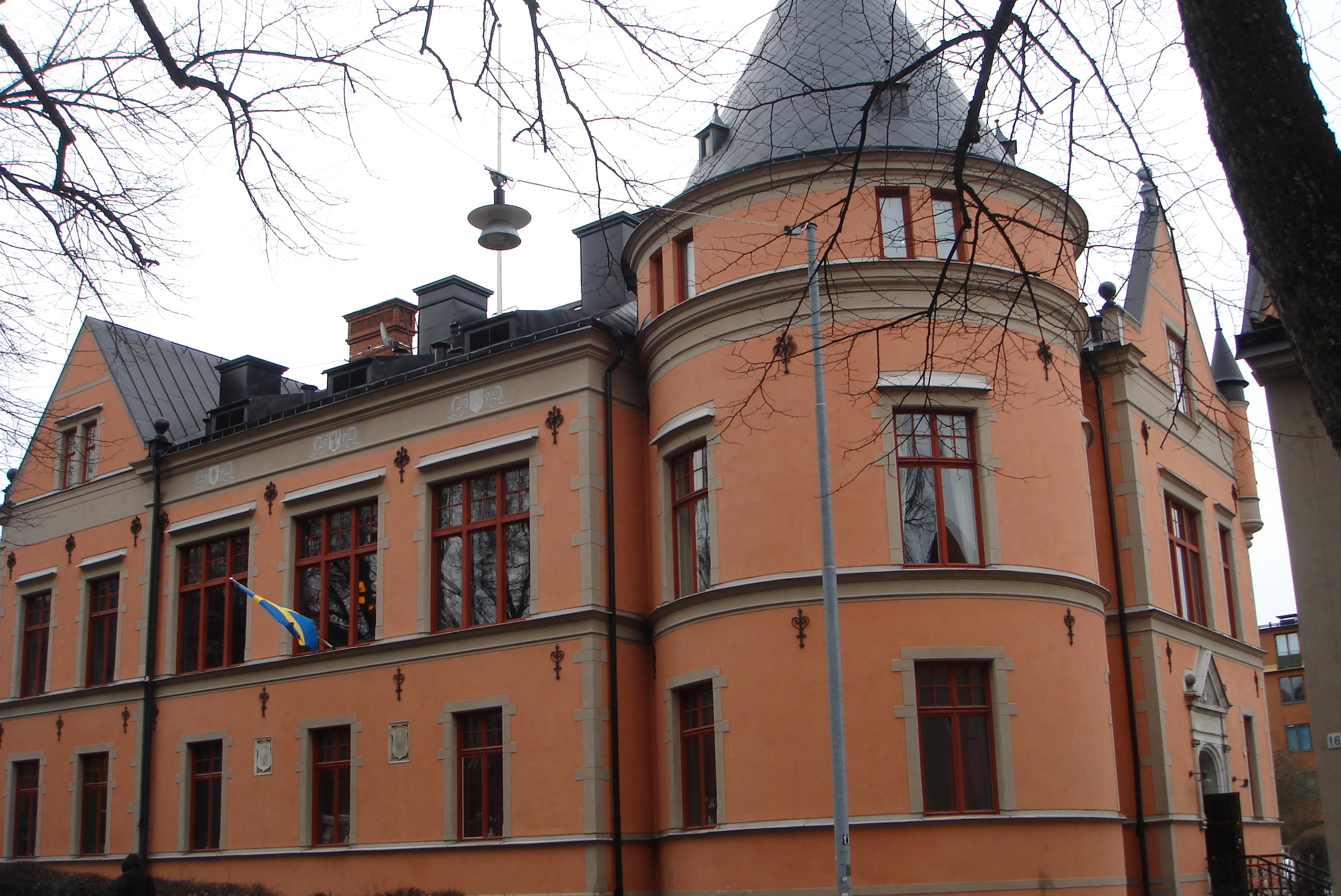
Södermanland-Närkes nation från gårdssidan

Hösten 1938 flyttade Olrog till Uppsala för att studera nordiska språk vid Uppsala universitet. Det var under sin uppsalatid han blev god vän med Sven G. Svenson, och båda bodde på Södermanlands-Nerikes nations vind där många av Olrogs visor kom till. Med tiden blev han en känd profil inom studentlivet, och på nationen bildades så småningom Södermanlands-Nerikes orkester. Mest känd blev han genom vissamlingen Rosenbloms visor (1945–1955) med mer eller mindre parodiska eller spexartade texter; Edvard Rosenblom är författarens alter ego och huvudperson i många av visorna. För sin betydelse för nationen och hembygden installerades Olrog som hedersledamot av nationen på Gåsmiddagen 1966.
Under sin studietid gifte sig Olrog år 1946 med filosofie kandidat Inga Schmidt (1920–2012), dotter till civilingenjören och riksdagsmannen Carl Schmidt och Elsa Helleberg.
Även om Olrogs studietid till stor del bestod av visdiktande och uppträdanden visade han upp mycket goda studieresultat. Han avlade en filosofie kandidatexamen i nordiska språk, klassisk fornkunskap samt historia 1942. Därefter avlade han två år senare, 1944, filosofisk ämbetsexamen i litteraturhistoria.  Slutligen avlade han filosofie licentiatexamen i etnologi 1951 med sin Studier i folkets visor. Efter detta arbetade Olrog som biträdande lärare i folklivsforskning vid Uppsala universitet 1952–1959. Hans licentiatavhandling och andra vetenskapliga undersökningar utgavs 2011 av Svenskt visarkiv under titeln Studier i folkets visor. 
Under 1950-talet inledde han ett givande samarbete med den norske vissångaren och författaren Alf Prøysen. De kom överens om att översätta ett urval av varandras visor till respektive språk. Båda gav varandra fria händer vid tolkandet av visorna. Detta samarbete har undersökts närmare av Bosse Westling i Prøysens Venners årsbok 2002.
Under denna tid var han också med och grundade Svenskt visarkiv och var arkivets förste chef 1951–1954.

### Sveriges Radio
Olrog hade redan under 1950-talet medverkat flitigt i Sveriges Radio, och han blev fast anställd på underhållningsavdelningen 1964, först som producent och sedan som programråd. Olrog låg bland annat bakom barnprogrammet Snurran och publikröstningen i Svensktoppen. Han gjorde musiken till julkalendern Teskedsgumman 1967.
År 1971 befordrades han till programchef på underhållningsavdelningen på Sveriges Radio.

### Död
Vintern 1971–1972 drabbades han av en svår depression och den 13 februari 1972 begick han självmord genom dränkning; han ska ha fyllt en ryggsäck med stenar och gått genom isen utanför Dalarö.

## Eftermäle

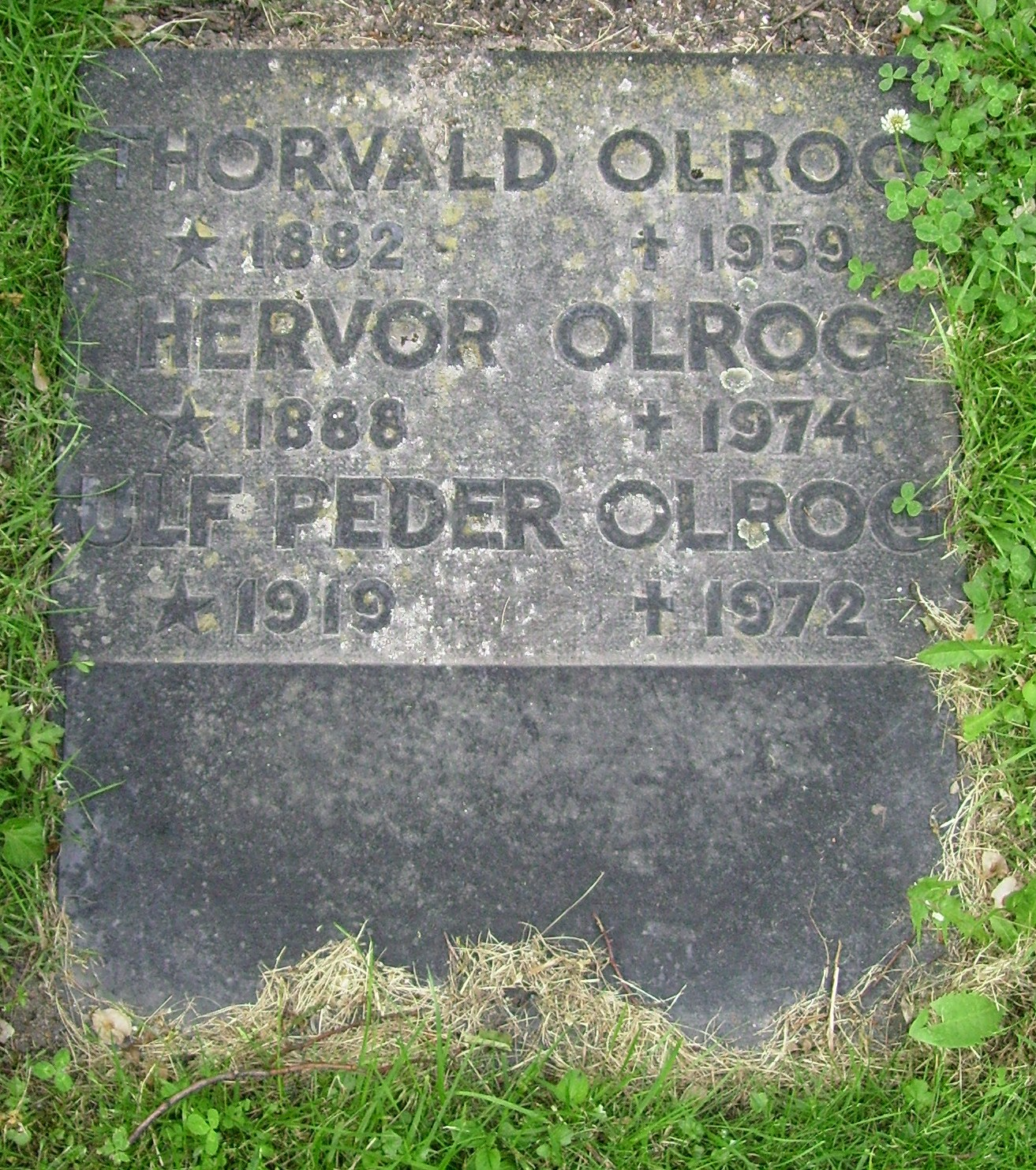
Gravvården på Solna kyrkogård.

### Olrogstipendiet
Sedan 1997 utdelas på Olrogs födelsedag ett stipendium på Nyköpings kulturhus Culturum. Det är resultatet av ett samarbete mellan de tre Rotaryklubbarna i staden samt Nyköpings kommun och delas ut till någon som främjat bevarandet och hågkomsten av Ulf Peder Olrogs visor och musikaliska verk. Sedan 1999 delas även ett ungdomsstipendium ut.

### S.O.S. – Svenska Olrogsällskapet
16 juli 2011 bildades Svenska Olrogsällskapet på Södermanlands-Nerikes nation. Sällskapet har dock ingen koppling till nationen. Sällskapet ses i regel en gång per termin för att under festliga former sjunga och spela sig igenom en del av Olrogs visskatt.

### Övrigt
Den 14 december 2012 beslutade Uppsala kommuns namngivningsnämnd att den tidigare namnlösa platsen mellan Vretgränd, Bangårdsgatan och Dragarbrunnsgatan skall heta Ulf Peder Olrogs plats, och invigningen gick av stapeln med ett bejublat framförande av Samling vid pumpen framfört av Södermanlands-Nerikes nations studentorkester Hornboskapen den 28 maj 2013.

## Utmärkelser
- Evert Taube-stipendiet 1965
- Hedersledamot vid Södermanlands-Nerikes nation 1966
- Fred Winter-stipendiet 1969 [12]
- Landstinget Sörmlands kulturstipendium 1970

## Vissamlingar
Olrog skrev en stor mängd sånger under sin tid. Några av hans mest kända musikaliska verk är Konserverad gröt, Schottis på Valhall, Violen från Flen, Samling vid pumpen och Bullfest. Texterna var oftast humoristiska och ibland samhällskritiska, ofta framförda av Olrog sjungande och spelande och med en kör (Dityramb), och de spelades ofta i radio och tv. Olrog hade en röst som tillsammans med hans dialekt var lätt att känna igen. 
- Samling vid pumpen. Rosenbloms visor 1 (1945)
- Resultat av plöjningstävlan och 9 andra av Rosenbloms visor 2 (1945)
- Tjo och tjim i Balders hage och annorstädes. Rosenbloms visor 3 (1946)
- Rosenblom i Västinden. En ganska sannfärdig och mycket lärorik resebeskrivning tillika med skaldens nya och ljuvliga visor. Rosenbloms visor 4 (1947)
- Bullfest och Nig och kuta runt. Rosenbloms visor 5 (1949)
- Ett öre mer för mjölken. Rosenbloms visor 6 (1951)
- Vi har skjutit en gök och 9 andra av Rosenbloms visor 7 (1955)
- Burlesk (1956)
- Samling kring Rosenblom. 75 visor [Samlingsvolym med Rosenbloms visor 1-7.] (1958)
- Våra värsta folkhymner (1960)
- 29 nya Olrog-visor och Bergakungens land (1970)

- Svenskt lyrikindex: ett datorbaserat index. Nils Hasselskog, Ulf Peder Olrog. Specialarbete / Högskolan i Borås, Institutionen Bibliotekshögskolan, 0281-5664 ; 1990:9. Borås. 1990. Libris 403196

## Diskografi

### Shellackskivor
- U-båt till salu (ur Rosenbloms visor) ; Flygande holländar'n (ur Rosenbloms visor). Lasse Krantz (sång). Stig Holms Kvintett. 78 v/m. HMV X 7126. [1945].
- Samling vid pumpen ; Den flygande holländaren. Ulf Olrog (sång) med Einar Groths orkester. 78 v/m. Odeon D 5179. 1945.
- Samling vid pumpen ; Flygande holländar'n. Herbert Möllersten (sång). Tip Top Band. 78 v/m. Columbia DS 1548 ?.
- Resultat av plöjningstävlan. Lasse Dahlquist och Artur Rolen (sång). Thore Jederbys orkester ; Schottis på Valhall. Lasse Dahlquist (sång). Thore Jederbys orkester. 78 v/m. Odeon D 5209. ?.
- Schottis på Valhall. Ur "Rosenbloms visor" II ; Resultat av plöjningstävlan! Ur "Rosenbloms visor" II. Åke Grönberg (sång). Carl Jularbo, Erik Frank. 78 v/m. Sonora 7253. 1945.
- Överallt valsa de. Åke Grönberg (sång), Sven Arenfeldts orkester 78 v/m Sonora 1946.
- Tjo och tjim och inget annat. Åke Grönberg (sång), Sven Arenfeldts orkester 78 v/m Sonora 1946.
- Rumba i Balders hage. Sonora 1946.
- Potpurri på Olrogmelodier. Del 1. Innehåll: Gökuret -- Schottis på Valhall -- Samling vid pumpen ; Del 2. Innehåll: Tjo och tjim och inget annat -- Överallt valsa de -- Resultat av plöjningstävlan.  Erik Franks Trio. 78 v/m. Decca F.44064. [1947].
- Rosenblom hos tandläkaren ; Kom ombord här på arken till oss. Calle Reinholdz (sång). Sigurd Ågrens orkester. 78 v/m. Musica A 8806. [1947].
- Rosenbloms visor. Potpurri, del 1. Innehåll: Samling vid pumpen -- Gökuret -- Schottis på Valhall -- Balladen om herr Rosenbloms spelmän ; Potpurri, del 2. Innehåll: Resultat av plöjningstävlan -- Tjo och tjim och inget annat -- Rumba i Balders hage — Flygande holländar'n. Kvartetten Synkopen (sång). Sigurd Ågrens orkester. 78 v/m. Musica A 8808. 1947.
- Rosenbloms visor. Potpurri, del 4. Innehåll: Råttjakt för två -- Surpuppornas dans -- Resan till Chyterae -- Överallt valsa de ; Potpurri, del 3. Innehåll: U-båt till salu -- Rosenblom hos tandläkaren -- Violen från Flen -- Se Sundbyberg och sedan dö. Kvartetten Synkopen (sång). Sigurd Ågrens orkester. 78 v/m. Musica A 8826. [1947].
- Se Sundbyberg och sedan dö ; Balladen om herr Rosenbloms spelmän. Anders Börje (sång). Sven Arefedts orkester. Sonora 7302. 1947.
- Rosenblom i Västindien. Potpurri, del 1. Innehåll: Mera bruk i baljan, boys -- Tingel-tangel i natt -- Sköt dig själv -- Sjörövarhambo ; Potpurri, del 2. Innehåll: Kom ombord här på arken till oss -- Revolutionen är här -- Rosenbloms polka -- Valsen om Columbus. Kvartetten Synkopen (sång). Sigurd Ågrens orkester. 78 v/m. Musica A 8830. [1948?].
- Konserverad gröt ; Balladen om herr Rosenbloms spelemän. Ulf Peder Olrog (sång). Rosenbloms spelemän. Decca F.44074. [1949].
- Surpuppornas dans. Ulf Peder Olrog (sång). Rosenbloms spelmän. [Kopplad med annan artist.] 78 v/m. Decca F.44078. [1949].
- Bullfest ; Hoppa i byxorna. Ulf Peder Olrog (sång). Rosenbloms spelemän. 78 v/m. Decca F.44081. 1949.
- Hoppa i byxorna ; Sången om Medelpad eller "Borgmästarinnan i Sundsvall". Sven Arefeldt och hans lekkamrater. 78 v/m. Sonora 7461. 1949
- Bullfest ; Hoppa i byxorna. Sigge Fürst (sång). Einar Groths orkester. 78 v/m. Odeon D 5463. 1949?.
- Nig och kuta runt ; Bullfest. Nisse Melin och Gösta-Bertil med Andrew Walters Orkester. 78 v/m. Columbia DS 1823. 1949?.
- Bullfest och Nig och kuta runt (Rosenbloms visor del V). Ulf Peder Olrog potpurri del II. Innehåll: Boogie-Woogie i S:t Eriksgränd -- Nig och kuta runt -- Hoppa i byxorna ; Ulf Peder Olrog potpurri del I. Innehåll: Bullfest -- Bröllop på Hulda Johanssons pensionat -- Våren kommer, tjat och tjat. Kvartetten Synkopen (sång). Willard Ringstrand (ork & arr). 78 v/m. Musica A 8899. [1949].
- "Rosenblom dansar vals". Potpurri. Innehåll: Överallt valsa de -- Tjo och tjim och inget annat -- Flygande holländar'n -- Bröllop på Hulda Johanssons pensionat ; "Rosenblom dansar schottis". Potpurri. Innehåll: Gökuret -- Samling vid pumpen -- Bullfest -- Lördagskväll i paradiset. Ragnar Sundquists dragspelsorkester. 78 v/m. Musica A 3171. [1950].
- "Rosenblom dansar hambo". Potpurri. Innehåll: Resultat av plöjningstävlan -- Sjörövarhambo -- Nig och kuta runt ; "Rosenblom dansar polka". Potpurri. Innehåll: Lagårdspolka -- Rosenbloms polka -- Polka på Rosendahl. Ragnar Sundquists dragspelsorkester. 78 v/m. Musica A 3172. [1950].
- Råttjakt för två ; Rosenbloms bröllopsresa. A. Bo Sundblad (sång). Erik Franks Kvintett. 78 v/m. Decca F.44080. 1949?.
- Uti det ruckel. Alice Babs (sång) ; Bergakungens land. Alice Babs (sång). Charles Normans Quintet. 78 v/m. Metronome J 202. 1951.
- Ett öre mer för mjölken ; Ut i det ruckel. Anders Börje (sång). Charles Redlands orkester. 78 v/m. Sonora 7605. 1951.
- Ett öre mer för mjölken ; Jaktvårdsmarodörernas paradmarsch. Harry Brandelius (sång). Willard Ringstrands orkester. 78 v/m. Musica A 3228. [1951].
- Swedish-American tourist of [Ulf] Peder Olrog ; Stop that Swedish cuckoo of [Ulf] Peder Olrog. Carl Hague (sång). Gladys Steele (piano). Harmony Music (USA) 72. 1955?.

### Vinylskivor
- Filosofisk dixieland ; Mambo för farao ; [Därtill två stycken av annan upphovsman.] Rolf Larssons Dixieland-band. EP. Columbia SEGS 17. [1955].
- Samling vid pumpen ; Tjo och tjim och inget annat ; [Därtill två stycken av annan upphovsman.] Sigge Fürst (sång). EP. Odeon GEOS 152. [1959].
- Ulf Peder Olrog melodier. Sigge Fürst (sång). LP. HMV SELP 1004. [1960].
- Thore Skogman sjunger Olrog. Innehåll: 1. Vägen till Uddevalla ; 2. Våra lingonröda ögon ; 3. Om du sticker kniven... - Sången om Pur-Finland ; 4. Låt det vara som det är - Konservativ kampsång. EP. Cupol CEP 291. 1961.
- Sjung med! Egon Kjerrman (sång). Innehåll: 1. Du ska ta gitarren med dej, när du dör ; 2. Ölvisa ; 3. På luffen igen ; 4. Tre sniglar. EP. Decca SDE 7053. [196-?].
- Music for vikings. Egon Kjerrman conducts The Light Music Orchestra of The Swedish Broadcasting Corporation (Radiotjänsts underhållningsorkester). [S. 2 innehåller melodier av Owe Thörnqvist.] LP. Cupol CLP 15/30. ?.
- Ulf Peder Olrog. Källerud, Arne (sång). Ragnar Sundquists dragspelsorkester. [Orig:insp. 1950, 1947-1955.] Telestar TR 11122. ?.
- Ulf Peder Olrog på Jejas sätt. Jeja Sundström (sång). LP. Swedisc SWELP 41. [1965].
- Rosenbloms visor (1966) - Gösta Skepparn Cervin sjunger Ulf P Olrogs visor. EMI SCLP 1055, 1966
- Sigge Fürst sjunger Ulf-Peder Olrog. [Orig:insp. 1946-1955] HMV SGLP 525. [1967?].
- Ulf Peder Olrog melodier. Vol. 1. Ulf Peder Olrog, Kvartetten Synkopen (sång). [Återutg. av Decca 44071, 44078, 44081 & Musica A8830, A 8826. Orig:insp. 1947-1948.] LP. Musica BMU 106. 1972.
- Ulf Peder Olrog. Sven-Bertil Taube (sång). Ulf Björlin (dir, arr, piano). LP. HMV 4E 062-34921. 1973.
- På begäran. Violen från Flen och andra visor av Ulf Peder Olrog. Jeja Sundström (sång). Sonet SLP-2045. 1973.
- Anders Börje sjunger Olrog. LP. Sonora 6394 062. 1975.
- Vi har varit på turné. John Ulf Anderson (sång). LP. Sonet SLP 2073. 1978.
- Från Rolf till Olrog. Rolf von Otter (sång). Arthur Andersson Mässingssextett. Aa produktion Aapro 001. 1979
- Olrog i Uppsala med Kalle Andersson (sång). Claes-Göran Skoglund (arr). LP. KBC LP-001. 1980.
- Du är så ljuvlig. Claes Olsson (sång). Peoria Jazzband. [Innehåller sex Olrog-sånger.] LP. Ess Records LP 822. 1982.

### CD
- Olrog. Kalle Andersson & Olle Naeslund (sång). CD. Sittel SITCD 9249. [1997].
- Tjugofem Ulf Peder Olrog framförda av Kurt G. Trägårdh (sång). CD. Musicant Records MUCD 9841. 1998.
- Ulf Peder Olrog sjunger egna verk. CD. Four Leaf Clover FLCCD 175. 2001.

## Musikaliska alster
- Ack säg mig fager ungersven
- Balladen om Herr Rosenbloms spelemän (Vi har varit på turné)
- Bergakungens land
- Bröllop på Hulda Johanssons pensionat
- Bullfest (1949)
- Dityramb i morgonglans
- Den skyldige / orig. Den skyldige. Original Alf Prøysen
- Den saltaste bönan i stan, revynummer med Annalisa Ericson
- Drömmar i köket / orig. Hu Klara på Dal, Alf Prøysen
- Du skall ta gitarren med dej (She'll Be Coming . . .)
- En död skönhet
- Ett öre mer för mjölken (1950)
- Filosofisk dixieland
- Fjorton dagar om sommaren / orig. Den rotlause visa, Alf Prøysen
- Flyg med till Luleå
- Flygande Holländar'n
- Fyra skäggiga furirer (och en orakad vicekorpral)
- Glöm inte att gå hem innan ni går och lägger er, flickor
- Gökuret
- I Sparta och Thebe
- Jag spelar som Orfeus
- Jämmerdalsvals
- Katinka
- Kom du ikväll / orig. Kjæm du i kveld, Alf Prøysen
- Kom ombord här på arken
- Konserverad gröt
- Köks-polka / orig. Husmæinnspolka, Alf Prøysen
- Köp en tulpan (annars får du en snyting) (1960). Skriven till en Kar de Mumma-revy
- Låt det vara som det är (Konservativ kampsång)
- Köttet på Östermalmstorg
- Läggdags / orig. Bånsull, Alf Prøysen
- Lördagskväll i paradiset
- Maj med ros i håret/ orig. Mari du bedåre, Alf Prøysen / Musik: Bjarne Amdahl
- Mera bruk i baljan, boys
- Mössens julafton, original Alf Prøysen
- Nig och kuta runt
- Penninggaloppen - Norlén / Musik: Vidar Sandbeck
- På en liten smutsig bakgård
- Resan till Chyterae
- Resultat av plöjningstävlan
- Romansen om Elvira Madigan
- Rosenblom och lycksalihetens ö
- Rosenbloms klagan
- Rosenbloms vaggsång
- Rumba i Balders hage
- Råttjakt för två
- Samling vid pumpen
- Schottis på Valhall
- Se Sundbyberg och sedan dö
- Sjörövarhambo
- Sodom och Gomorra
- Stenröset bort i backen / orig. Steinrøysa neri bakken, Alf Prøysen
- Sunnanvindsvalsen/ orig. Sønnavindsvalsen, Alf Prøysen / Musik: Bjarne Amdahl
- Syföreningsboogie
- Sången om Bohuslän
- Sången om Pur-Finland
- Tango för två / orig. Tango for to, Alf Prøysen
- Tjo och tjim och inget annat
- Tre sniglar
- Turist i Tyrolen
- U-båt till salu (Att segla uppför Fyrisån ...)
- Uti det ruckel
- Vals i lördagsbrådskan / orig. Visa hennes Nelly, Alf Prøysen
- Vi har skjutit en gök
- Violen från Flen
- Visan om Herr Ågren
- Vårvisa / orig. Vårvise, Alf Prøysen

### Filmmusik
- 1959 – Guldgrävarna
- 1959 – Fly mej en greve
- 1959 – Fridolfs farliga ålder
- 1950 – När Bengt och Anders bytte hustrur
- 1950 – Fästmö uthyres
- 1950 – Ung och kär